# Bộ Chính trị Ban Chấp hành Trung ương Đảng Xã hội chủ nghĩa thống nhất Đức khóa III (1950–1954)
Bộ Chính trị Ban Chấp hành Trung ương Đảng Xã hội chủ nghĩa thống nhất Đức khóa III (1950-1954) được bầu tại Hội nghị Trung ương lần thứ nhất của Ban chấp hành Trung ương Đảng Xã hội chủ nghĩa thống nhất Đức khóa X được tổ chức ngày 24/7/1950.

## Ủy viên chính thức
| STT | Họ tên                      | Chức vụ đảm nhiệm | Chức vụ đảm nhiệm | Ghi chú                                                                     |
| STT | Họ tên                      | Chức vụ | Nhiệm kỳ          | Ghi chú                                                                     |
| --- | --------------------------- | --- | ----------------- | --------------------------------------------------------------------------- |
| 1   | Franz Dahlem (1892-1981)    | Bí thư Trung ương Đảng; Trưởng ban Tổ chức, Cán bộ Trung ương Đảng; Trưởng ban Văn phòng Giáo dục Đảng Trung ương Đảng | 7/1950-5/1953     | Miễn nhiệm ngày 14/5/1953                                                   |
| 2   | Friedrich Ebert (1894-1979) | Thị trưởng Thành phố Đông Berlin                                                                                       | 7/1950-4/1954     |                                                                             |
| 3   | Otto Grotewohl (1894-1964)  | Chủ tịch Hội đồng Bộ trưởng                                                                                            | 7/1950-4/1954     |                                                                             |
| 4   | Hermann Matern (1893-1971)  | Chủ tịch Ủy ban Kiểm tra Trung ương Đảng; Phó Chủ tịch Hội nghị Nhân dân (Volkskammer)                                 | 7/1950-4/1954     |                                                                             |
| 5   | Fred Oelßner (1903-1977)    | Bí thư Trung ương Đảng; Tổng biên tập báo Einheit (Đoàn kết)                                                           | 7/1950-4/1954     |                                                                             |
| 6   | Wilhelm Pieck (1876-1960)   | Chủ tịch nước | 7/1950-4/1954     |                                                                             |
| 7   | Heinrich Rau (1899-1961)    | Phó Chủ tịch Hội đồng Bộ trưởng; Chủ tịch Ủy ban Kế hoạch Nhà nước                                                     | 7/1950-2/1952     |                                                                             |
| 7   | Heinrich Rau (1899-1961)    | Phó Chủ tịch Hội đồng Bộ trưởng; Chủ tịch Trung tâm Điều phối Công nghiệp và Giao thông Hội đồng Bộ trưởng             | 3/1952-4/1953     |                                                                             |
| 7   | Heinrich Rau (1899-1961)    | Phó Chủ tịch Hội đồng Bộ trưởng; Bộ trưởng Bộ Kỹ thuật Cơ khí                                                          | 4/1953-4/1954     |                                                                             |
| 8   | Wilhelm Zaisser (1893-1958) | Bộ trưởng Bộ An ninh Quốc gia                                                                                          | 7/1950-7/1953     | Miễn nhiệm ngày 24/7/1953                                                   |
| 9   | Walter Ulbricht (1893-1973) | Tổng Bí thư Trung ương Đảng; Phó Chủ tịch Hội đồng Bộ trưởng                                                           | 7/1950-4/1954     | Từ 7/1953 chức vụ Tổng Bí thư đổi tên thành Bí thư thứ nhất Trung ương Đảng |
| 10  | Karl Schirdewan (1907-1998) | Bí thư Trung ương Đảng                                                                                                 | 7/1953-4/1954     | Bầu bổ sung Hội nghị Trung ương 4                                           |
| 11  | Willi Stoph (1910-1999)     | Bộ trưởng Bộ Nội vụ | 7/1953-4/1954     | Bầu bổ sung Hội nghị Trung ương 4                                           |

## Ủy viên dự khuyết
| STT | Họ tên                         | Chức vụ đảm nhiệm                                  | Chức vụ đảm nhiệm | Ghi chú                                        |
| STT | Họ tên                         | Chức vụ                                            | Nhiệm kỳ          | Ghi chú                                        |
| --- | ------------------------------ | -------------------------------------------------- | ----------------- | ---------------------------------------------- |
| 1   | Anton Ackermann (1905-1973)    | Bí thư Đảng ủy Bộ Ngoại giao                       | 7/1950-7/1953     | Quyền Bộ trưởng Bộ Ngoại giao từ 1/1953-7/1953 |
| 2   | Rudolf Herrnstadt (1903-1966)  | Tổng biên tập báo Neues Deutschland (Nước Đức mới) | 7/1950-7/1953     |                                                |
| 3   | Erich Honecker (1912-1994)     | Chủ tịch Thanh niên Đức Tự do                      | 7/1950-4/1954     |                                                |
| 4   | Hans Jendretzky (1897-1992)    | Bí thư thứ nhất Thành ủy Berlin                    | 7/1950-7/1953     |                                                |
| 5   | Erich Mückenberger (1910-1998) | Bí thư thứ nhất Tỉnh ủy Thuringia                  | 7/1950-4/1954     |                                                |
| 6   | Elli Schmidt (1908-1980)       | Chủ tịch Liên minh Phụ nữ Dân chủ Đức              | 7/1950-7/1953     |                                                |
| 7   | Bruno Leuschner (1910-1965)    | Chủ tịch Ủy ban Kế hoạch Nhà nước                  | 7/1953-4/1954     | Bầu bổ sung Hội nghị Trung ương 4              |
| 8   | Herbert Warnke (1902-1975)     | Chủ tịch Liên hiệp Công đoàn Đức Tự do             | 7/1953-4/1954     | Bầu bổ sung Hội nghị Trung ương 4              |